# 波多黎各共产党 (2010年)
波多黎各共产党（西班牙語：Partido Comunista Puertorriqueño，缩写为PCP）是波多黎各的一个共产主义政党。意识形态为马克思列宁主义、社会主义。该党成立于2010年。原来的波多黎各共产党于1991年解散。2010年，一个名为“波多黎各共产主义重建”的团体在波多黎各首府圣胡安召开会议，宣布重建波多黎各共产党。它是社会主义阵线的成员。